# Ф
Ф, ф (en cursiva Ф, ф) és una lletra de l'alfabet ciríl·lic, vint-i-unena de l'alfabet rus. Representa la consonant /f/, tret de davant de vocal palatalitzant, on representa /fʲ/. Deriva directament de la lletra grega fi (Φ). A més, aquesta lletra reemplaça la lletra fita (Ѳ) en l'alfabet rus des del 1918. Els idiomes eslaus pràcticament no tenen paraules natives que continguin el so /f/. Aquest so, que no existia en el protoindoeuropeu, sorgeix en grec i llatí del PIE /bʰ/, el qual produí la /b/ eslava, mentre que en les llengües germàniques sorgeix del PIE /p/, que en eslau es mantingué sense canvis. La lletra ф és, per tant, gairebé exclusivament trobada en estrangerismes (tant occidentals, especialment del grec, llatí, francès, alemany o anglès; com orientals, principalment llengües turqueses).
Les poques paraules originalment eslaves amb aquesta lletra (en diferents idiomes) són exemples d'onomatopeies (com els verbs russos: фукать, фыркать, etc.) o reflecteixen canvis esporàdics de pronunciació: de пв /pv/, en serbi уфати de l'eslau eclesiàstic уповати, de хв /xv/, en búlgar фаля de l'eslau eclesiàstic хвалю, o simplement des de x /x/, en el topònim rus Фили de l'antic nom хилый.

## Taula de codis
| Codificació de caràcters | Tipus     | Decimal | Hexadecimal | Octal  | Binari              |
| ------------------------ | --------- | ------- | ----------- | ------ | ------------------- |
| Unicode                  | majúscula | 1060    | 0424        | 002044 | 0000 0100 0010 0100 |
| Unicode                  | minúscula | 1092    | 0444        | 002104 | 000 00100 0100 0100 |
| ISO 8859-5               | majúscula | 196     | C4          | 304    | 11000100            |
| ISO 8859-5               | minúscula | 228     | E4          | 344    | 1110 0100           |
| KOI 8                    | majúscula | 230     | E6          | 346    | 1110 0110           |
| KOI 8                    | minúscula | 198     | C6          | 306    | 1100 0110           |
| Windows 1251             | majúscula | 212     | D4          | 324    | 1101 0100           |
| Windows 1251             | minúscula | 244     | F4          | 364    | 1111 0100           |